# R–33
Az R–33 (NATO-kódja: AA–9 Amos) a Szovjetunióban gyártott nagy hatótávolságú levegő-levegő rakéta.

## Külső hivatkozások
- Р-33 – Az Ugolok nyeba repülő-enciklopédia cikke (oroszul)